# Echinopsis pachanoi
Echinopsis pachanoi (лат.) [syn. Trichocereus pachanoi ] — южноамериканский колонновидный быстрорастущий кактус рода Эхинопсис. Общеупотребительное название растения — ка́ктус Сан-Пе́дро (англ. San Pedro cactus).
В природе распространён в основном на западных склонах Анд в Перу на высоте 2-3 тыс.м, встречается также в Эквадоре, Боливии, Чили, Аргентине; в настоящее время культивируется и в других регионах. Использовался (и используется до настоящего времени) в народной медицине и в религиозных целях в течение трёх тысяч лет.

## Описание
Стебель — колонновидный древовидный, высотой до 5-6 метров; побеги многочисленные. Цвет от светло- до тёмно-зелёного, чаще всего — голубовато-зелёные; молодые побеги покрыты налётом. Взрослые растения имеют 6-8 широких и округлых рёбер с поперечными углублениями у ареол и 3-7 тёмно-жёлтых или коричневых колючек длиной до 2 (обычно — 0,5-1) см. Цветки — белые, трубчатой формы, до 22-23 см длиной, ароматные; цветочная трубка — с чёрными волосками.

## Алкалоиды
Сан-Педро содержит мескалин (0,21—1,8 %), хорденин, тирамин, 3-метокситирамин, анхалонидин, анхаланин, 3,5-диметокси-4-гидрокси-B-фенэтиламин, 3-4-диметокси-4-гидрокси-B-фенетидамин и 3,4-диметоксифенэтиламин.

## Культивация
Echinopsis pachanoi неприхотлив, легко размножается семенами и черенкованием.
Почва должна быть плодородной, с примесью песка и гравия, pH 5,5—6.
В закрытом помещении летом — яркое освещение и обильный полив, зимой — содержание почти сухое, при температуре 8-10 °C.